# Kenneth A. Maple
Kenneth A. Maple (* 21. Januar 1968 in Bournemouth, Vereinigtes Königreich) ist ein deutscher Radio-Comedian.

## Leben
Er wurde als Sohn des britischen Soldaten Gordon C. Maple und der kaufmännischen Angestellten Karin H. DeLage geboren. Nach dem Krebstod seines Vaters 1972 zogen er, sein älterer Bruder und seine Mutter in ihre Heimatstadt Berlin. Dort wuchs er auf und interessierte sich schnell für die Bühne und das Radio.
Nach einer 1985 begonnenen dreijährigen Ausbildung zum Verwaltungsangestellten in der Bundesanstalt für Arbeit arbeitete er zunächst für kleinere Lokalstationen, ab 1990 dann bei RTL Radio Luxemburg. 1991 begann er ein Volontariat bei 104.6 RTL, wurde dort Gag-Autor und Unterhaltungs-Redakteur bei Berlins Morgensendung „Arno und die Morgencrew“.
Er ist der Erfinder und Macher der Radiositcom „Maple & Schrobinski“, wo er beiden Figuren seine Stimme leiht.
Er war von 1994 bis 1999 stellvertretender Redaktionsleiter und Morningshow-Producer bei 104.6 RTL.
1999 erfolgte der Wechsel zum Berliner Rundfunk 91.4. Dort war er Comedy-Autor und verantwortlicher Redakteur der Ilja-Richter-Radioshow. Im Jahr 2000 später wurde er Chef der Radiowerbung und schrieb vor allem Produktvermarktungen. Außerdem arbeitete er als Gagschreiber für RTL Television und den Saarländischen Rundfunk.
Seit Anfang 2002 ist er selbständig und berät Stationen im Bereich Unterhaltung. Seine Comedy „Meckel & Strohwinski“ richtet sich heute lokal und regional nach den Bedürfnissen des Senders.  Sie läuft bei verschiedenen Radio-Stationen, 105’5 Spreeradio, Ostseewelle Hit-Radio Mecklenburg-Vorpommern, Radio Ramasuri, R.SA Sachsen und Antenne Vorarlberg.
Parallel ist er seit 2002 als Programm-Coach und Berater tätig.